# بخش پادنا علیا
بخش پادنا علیا یکی از بخش‌های شهرستان سمیرم در استان اصفهان ایران است. مرکز این بخش شهر بیده است. بخش پادنا علیا از دو دهستان پادنا علیا و برآفتاب تشکیل یافته‌است.

## تقسیمات کشوری
- بخش پادنا علیا 
  - دهستان پادنا علیا
  - دهستان برآفتاب

شهر : بیده

## جمعیت
براساس سرشماری عمومی نفوس و مسکن در سال ۱۳۹۵، جمعیت بخش پادنا علیا برابر با ۱۲،۸۵۵ نفر (۳۷۵۹ خانوار) بوده‌است.

## مردم
مردم این بخش از اقوام ترکان قشقایی و لر می باشند 